# حاجبية صفراء الهوامش
الحاجبية صفراء الهوامش (باللاتينية: Ophrys flavomarginata) نوع نباتي ينتمي إلى جنس الحاجبية من الفصيلة السحلبية. تضعه بعض المراجع كنويع ضمن الحاجبية المظلية (باللاتينية: Ophrys umbilicata).

## الموئل والانتشار
موطن هذا النوع بلاد الشام.

## مرادفات للاسم العلمي
- (باللاتينية: Ophrys attica f. flavomarginata Renz)
- (باللاتينية: Ophrys umbilicata subsp. flavomarginata (Renz) Faurh.)